# Aspermia
Aspermia – brak ejakulacji podczas kopulacji oraz innych czynności seksualnych, będący przyczyną męskiej niepłodności. Pomimo iż erekcja utrzymuje się stosunkowo długo, orgazm zazwyczaj nie występuje. Aspermii nie należy mylić z azoospermią, w której przy niekiedy prawidłowej objętości ejakulatu, stwierdza się brak plemników.
Aspermia może być skutkiem wad rozwojowych, urazów, chorób zakaźnych lub zabiegów operacyjnych. Dochodzić do niej może na skutek zablokowania odpływu nasienia, wytrysku wstecznego lub braku wytwarzania składników płynu nasiennego a czasami i plemników. Przejściowa aspermia może być skutkiem odbycia dużej ilości stosunków, w krótkim czasie, zakończonych wytryskiem. Dochodzi do niej na skutek wyczerpania się zapasów i możliwości produkcyjnych jąder, najądrzy, prostaty, pęcherzyków nasiennych oraz gruczołów opuszkowo-cewkowych.